# W★ING認定世界ジュニアヘビー級王座
W★ING認定世界ジュニアヘビー級王座（ウ★イングにんていせかいジュニアヘビーきゅうおうざ）は、W★INGプロモーションが管理、認定していた王座。

## 歴史
1992年6月12日、W★INGプロモーション千葉公園体育館大会で行われた初代王座決定リーグに優勝したジミー・バックランドが初代王者になった。
1994年3月13日、W★INGの崩壊により封印。

## 初代王座決定リーグ
日本代表者決定戦
- 1992年5月7日、後楽園ホール

○戸井マサル（6分46秒 バックドロップ→体固め）茂木正淑×
日程
- 1992年6月4日 - 6月12日（全6大会）

会場
- 大宮スケートセンター（開幕戦）、千葉公園体育館（最終戦）、他

出場選手
- ジミー・バックランド（フロリダ代表）：3点 ※優勝
- ビル・ダンディー（テネシー代表）：3.5点
- チータ・キッド（英語版）（ニューヨーク代表）：3点
- 戸井マサル（日本代表）：2点
- グラン・シーク（メキシコ代表）：2点
- チャズ（テキサス代表）：1.5点

優勝決定戦進出者決定戦
- 1992年6月12日、千葉公園体育館

○ジミー・バックランド（7分39秒 イス攻撃をかわして丸め込み→片足取りエビ固め）チータ・キッド×
優勝決定戦
- 1992年6月12日、千葉公園体育館

○ジミー・バックランド（10分18秒 ジャックナイフを切り返す→エビ固め）ビル・ダンディー×

## 歴代王者
| 歴代  | 選手                   | 戴冠日付      | 獲得場所 （対戦相手・その他）      |
| ----- | ---------------------- | ------------- | ---------------------------------- |
| 初代  | ジミー・バックランド   | 1992年6月12日 | 千葉公園体育館 ビル・ダンディー    |
| 第2代 | カナディアン・タイガー | 1993年4月29日 | フロリダ州タンパ 1994年3月13日封印 |